# Гливицкое княжество
Гливицкое княжество (пол. Księstwo gliwickie, чеш. Hlivické knížectví, нем. Herzogtum Gleiwitz) — одно из силезских княжеств со столицей в Гливице. 

## История
Самостоятельное Гливицкое княжество существовало на протяжении двух временных отрезков. Первый раз оно было образовано в 1340 году, когда князь Владислав Бытомский выделил своему младшему брату Земовиту город Гливице с округой в отдельное управление. Земовит скончался между 1342 и 1355 годами, и Гливице вернулось к Владиславу.

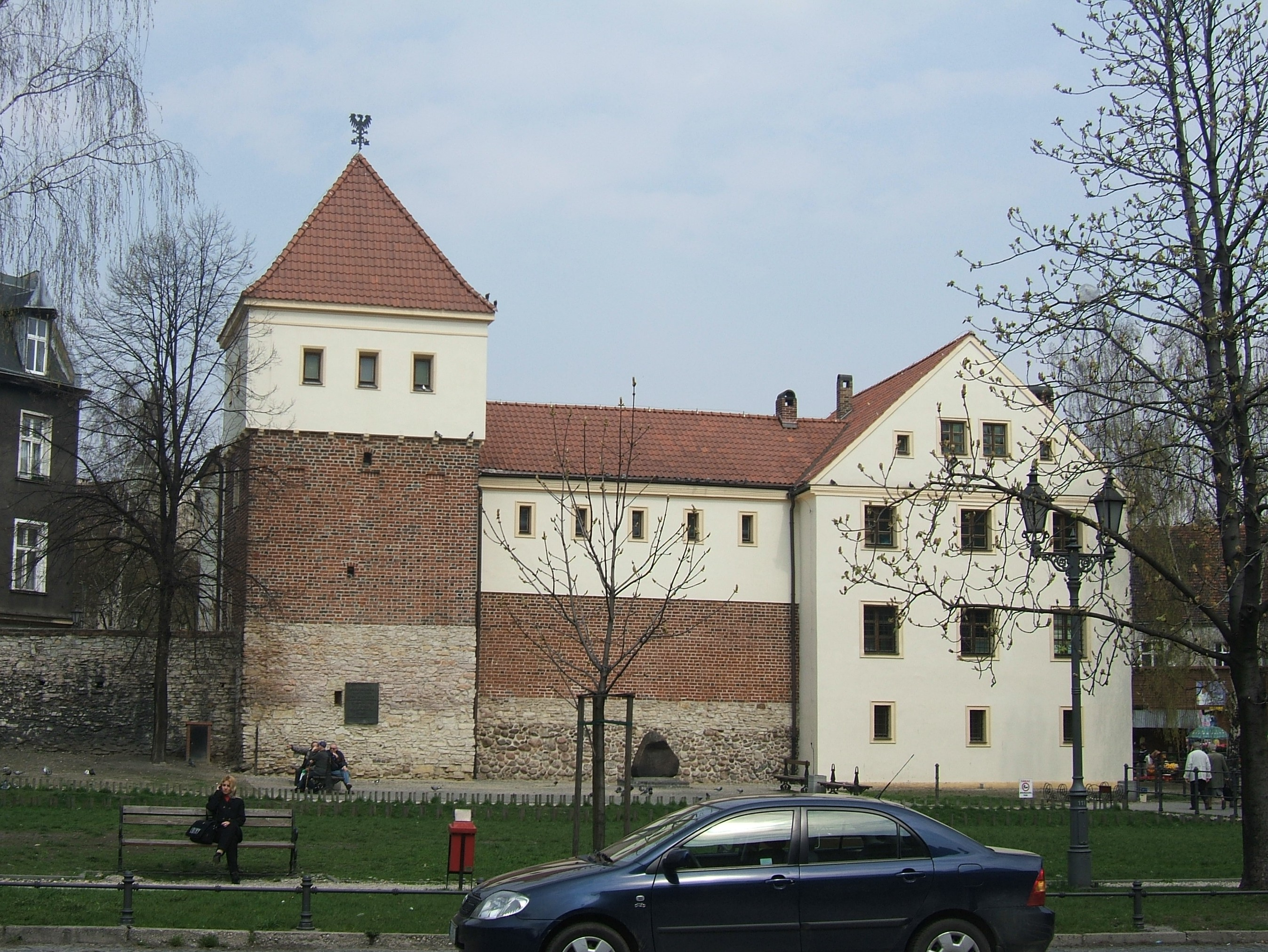
Княжеский замок в Гливице

Второй раз Гливицкое княжество было создано в 1465 году князем Яном IV Освенцимским, приобретшим Гливице у старшего брата Пшемыслава Тошецкого. В 1471 году князь Ян Освенцимский вместе с братом Пшемыславом Тошецким поддержал кандидатуру польского королевича Владислава Ягеллона на чешский престол. Это привело к осложнению отношений с венгерским королем Матвеем Корвином, который также объявил о своих претензиях на чешскую корону.27 февраля 1475 года на съезде в Рацибуже венгерский король Матвей Корвин, соперник чешского короля Владислава Ягеллона, арестовал князя Яна Освенцимского и заставил его уступить половину Гливице. 
В 1482 году Ян Освенцимский по неизвестным причинам продал свою часть города Гливице наместнику Верхней Силезии Иоганну Белику фон Корницу. 
В 1494 году Гливице, уже не имевшего статуса самостоятельного княжества, приобрел князь Ян II Добрый и включил в состав принадлежащего ему Опольского княжества. Ян II Добрый был последним представителем опольской линии силезских Пястов, и после его смерти в 1532 году его обширные владения, охватывающие почти всю Верхнюю Силезию, перешли к Чешской короне.

## Князья Гливицкие
| #                                                        | Имя (годы жизни)                                 | Родители                               | Годы правления | Примечания                                   |
| -------------------------------------------------------- | ------------------------------------------------ | -------------------------------------- | -------------- | -------------------------------------------- |
| 1                                                        | Земовит Бытомский (ок. 1292 — между 1342 и 1355) | Казимир II Бытомский Елена             | 1340–1342/1355 | князь Бытомский (с 1312 по 1316 год)         |
| В 1342/1355 году вернулось в состав Бытомского княжества |                                                  |                                        |                |                                              |
| 2                                                        | Ян IV Освенцимский (1426/1430 — ок. 1496)        | Казимир I Освенцимский Анна Жаганьская | 1465–1482      | князь Освенцимский (с 1433/1434 по 1456 год) |
| В 1482 году продано, перестало существовать              |                                                  |                                        |                |                                              |